# Nemes Gyula (labdarúgó)
Nemes Gyula (Kóspallag, 1938. március 14. – Brüsszel, 2020. március 3.) labdarúgó, csatár, edző.

## Pályafutása
A Kinizsi csapatában kezdte a labdarúgást. 1956-ban nyugatra távozott. Külföldön tíz csapatban szerepelt, többek között a RFC de Liège, az Anderlecht és a Cercle Brugge csapataiban. Labdarúgóedzői diplomáját Svájcban szerezte. 1978–79-ben az izlandi Valur vezetőedzője volt.

## Sikerei, díjai

### Edzőként
- Izlandi bajnokság
  - bajnok: 1978
  - 3.: 1979